# Damien Traille
Damien Traille (Pau, 12 settembre 1979) è un rugbista a 15 francese, dal 2014 tre quarti centro (e, occasionalmente, apertura e ala) del Pau.

## Biografia
Figlio d'arte (suo padre René fu un terza linea), crebbe anche rugbisticamente a Pau; con la squadra pirenaica esordì in campionato nel 1998 e, nel 2001 debuttò in Nazionale francese (contro il Sudafrica).
Dal 2002 al 2009 prese parte a tutte le edizioni del Sei Nazioni, con quattro vittorie (2002, 2004, 2006 e 2007, le prime due delle quali con il Grande Slam); mancò il suo terzo Slam nel 2010, anno in cui non fu schierato nel Torneo a causa di un infortunio al ginocchio sinistro.
Prese parte alla Coppa del Mondo di rugby 2003 in Australia, dove la Francia si classificò quarta e, la stagione successiva, si trasferì al Biarritz, con il quale Traille vanta i suoi due titoli di campione nazionale.
Nel 2007 preso parte alla Coppa del Mondo in Francia, ripetendo il 4º posto dell'edizione precedente; nella Coppa del Mondo di rugby 2011 in Nuova Zelanda giunse sino alla finale, poi persa contro i padroni di casa.

## Palmarès
- Campionati francesi: 2
Biarritz: 2004-05; 2005-06
- Challenge Cup: 1
Pau: 1999-2000